# 디어 프랭키
디어 프랭키(Dear Frankie)는 미국에서 제작된 쇼너 오어비치 감독의 2004년 드라마 영화이다. 에밀리 모티머 등이 주연으로 출연하였다.

## 출연

### 주연
- 에밀리 모티머
- 제라드 버틀러

### 조연
- 샤론 스몰
- 잭 맥엘혼
- 메리 리갠스
- 숀 브라운
- 제이드 존슨
- 존 카젝

## 제작진
- 공동제작: 질리언 베리
- 공동제작: 매튜 T. 개논
- 미술: 제니퍼 켄크
- 의상: 캐롤 K. 밀라
- 배역: 데스 해밀턴